# Mark Pathy
Mark Laurence Pathy (* Juli 1969 in Montreal, Kanada) ist ein kanadischer Unternehmer, Philanthrop und Raumfahrer.

## Kindheit und Jugend
Pathy besuchte die Selwyn House School, eine Privatschule für Söhne reicher Eltern, in Westmount, Montreal. Nach Abschluss der Schule studierte er an der University of Toronto und machte seinen Master of Business Administration an der privaten Wirtschaftshochschule Institut Européen d’Administration des Affaires.

## Fednav
Pathys Großonkel, der Ungar Ladislaw Pathy (1897–1984), gründete 1944 Fednav, eine Schifffahrtsgesellschaft für den Transport von Schüttgut. Pathys Vater Laurence Pathy entwickelte dieses Familienunternehmen zu einer multinationalen Gesellschaft. Mark Pathy und sein Bruder Paul leiteten von 2010 bis 2016 gemeinsam die Fednav. Dann entschieden die Brüder, dass es für die Fednav besser sei, nur einen Leiter zu haben, und Mark Pathy trat von seinem Posten als CEO der Gesellschaft zurück. Er blieb jedoch Aktionär und Mitglied des Board of Directors von Fednav Limited.

## Mavrik
2016, nachdem Pathy seine Tätigkeit als CEO von Fednav beendet hatte, gründete er die Firma Mavrik. Mavrik ist eine private Investmentgesellschaft, deren Schwerpunkt auf sozialer Innovation liegt. Pathy ist CEO und Leiter dieser Firma.
Ein Ableger dieser Firma ist Mavrik-Immobilien. Diese Firma kaufte kurz bevor Pathy in den Weltraum startete, für 7,58 Millionen Dollar einen seit 2019 verlassenen Golfplatz am Lac Brome. Dies gab bei den umliegenden Anwohnern Anlass zu Sorge und Spekulationen, was er wohl mit dem Gelände vorhabe. Die Firma äußerte sich dazu nicht.

## Stingray
Seit 2017 ist Pathy Leiter des Board of Directors der Stingray Digital Group einer Firma für  Musik, Medien und Technologie.

## Philanthropie
Pathy misst der Philanthropie große Bedeutung zu. Er ist Verwaltungsratsmitglied von Pathy Family Foundation, The organization on the street und The Montreal Children’s Hospital Foundation. Er unterstützt Dans la Rue, eine Organisation, die Risiko-Gruppen und obdachlosen Jugendlichen hilft. Während des Raumfluges stellt sich Pathy für verschiedene medizinische Experimente kanadischer Forschungseinrichtungen zur Verfügung.
Nach einer erfolgreichen Spendenaktion, die besonders vom Ehepaar Pathy unterstützt wurde und über 5,5 Millionen Dollar einbrachte, benannte das jüdische allgemeine Krankenhaus von Montreal 2021 sein neues Exzellenzzentrum zur Erforschung von Infektionskrankheiten zu Ehren des Ehepaars Pathy Jess and Mark Pathy Centre of Excellence in Infectious Diseases.

## Raumfahrt

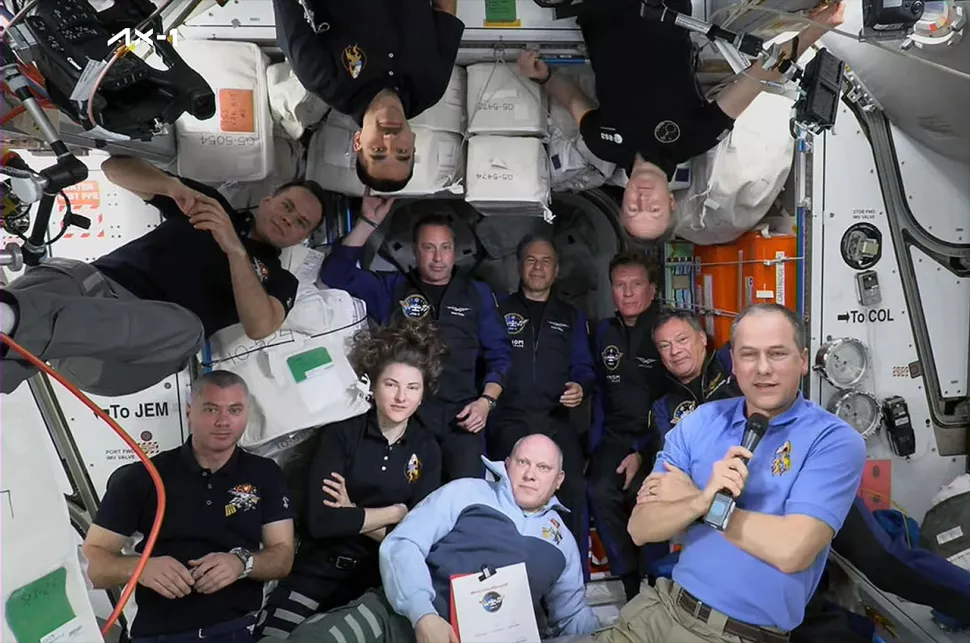
9. April 2022, 11 Raumfahrer auf der ISS: Von links nach rechts: Untere Reihe: Denis Matwejew, Kayla Barron, Oleg Artemjew, Tom Marshburn; mittlere Reihe: Mark Pathy, Eytan Stibbe, Larry Connor, Michael Lopez-Alegria; obere Reihe: Sergei Korsakow, Raja Chari, Matthias Maurer

Pathy wurde 2019 als Teilnehmer des Raumfluges zur Internationalen Raumstation (ISS) Axiom Mission 1 ausgewählt. Er ist der zweite Kanadier, der an einem privaten Raumflug teilnimmt und der zwölfte Kanadier im Weltraum insgesamt. Der Flug findet in einer Dragon 2 der Firma SpaceX statt. Trägerrakete ist eine Falcon 9. Dieser Raumflug ist privat und kommerziell. Die Teilnehmer zahlen den Flugpreis von 55 Millionen Dollar selbst. Es handelt sich jedoch nicht um reinen Tourismus. Auf dem Flug sollen auch einige wissenschaftliche Experimente von den Teilnehmern gemacht werden. Zusammen mit Pathy nehmen Michael Eladio López-Alegría als Kommandant der Mission, Larry Connor und Eytan Stibbe an der Mission teil.
Der Flug startete am 8. April 2022 um 17:17 Mitteleuropäische Sommerzeit (MESZ) (= 15:17 UTC). Am 9. April 2022 um 14:29 MESZ (= 12:29 UTC), nach ungefähr 21-stündigem Flug, dockte das Raumschiff an der ISS an. Um 16:13 MESZ (= 14:13 UTC) betrat Pathy zusammen mit seinen drei Mannschaftskollegen die ISS.
Die vier Neuankömmlinge wurden von der Mannschaft der ISS begrüßt. Diese Mannschaft bestand zu diesem Zeitpunkt aus den sieben Raumfahrern Oleg Germanowitsch Artemjew, Kayla Barron, Raja Chari, Sergei Wladimirowitsch Korsakow, Thomas Marshburn, Denis Wladimirowitsch Matwejew und Matthias Maurer. In einer kurzen Zeremonie wurden die drei Erst-Flieger im Weltraum, Stibbe, Connor und Pathy, als die neuesten Raumfahrer der Welt gekennzeichnet.
Die Teilnehmer sollten ungefähr eine Woche auf der ISS verbringen, die Rückkehr erfolgte, nachdem sie wegen schlechtem Wetter im Landegebiet mehrfach verschoben wurde, am 25. April 2022.

## Familie
Pathy ist verheiratet und hat drei Kinder. Er ist der Sohn von Laurence und Constance Pathy.

## Sonstiges
Pathy ist mit seinen 52 Jahren der mit Abstand jüngste Teilnehmer der Axiom-1-Mission. Er wird gefolgt vom Kommandanten López-Alegría (63), dem Israeli Stibbe (64) und dem Amerikaner Connor (72). Pathy hat als Maskottchen einen karamellfarbenen Stoffhund mit, den er speziell den Kindern Montreal Children’s Hospital widmet. Seine Ansprachen vom Weltraum aus wenden sich speziell an die Kinder dieses Krankenhauses.